# Aeropuerto de Verona-Villafranca

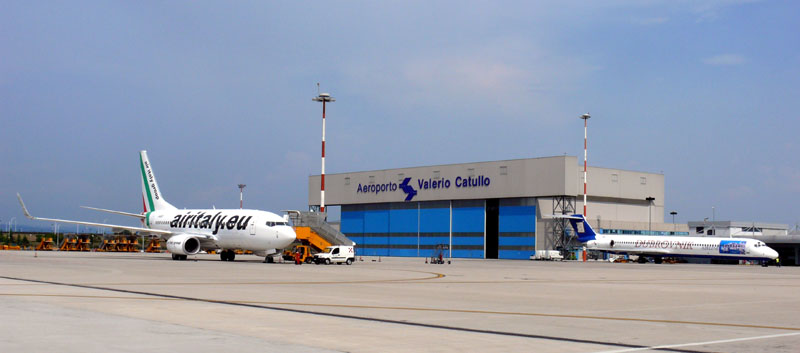
Hangar del aeropuerto Catullo de Villafranca Verona

El aeropuerto de Verona-Villafranca, bautizado como Valerio Catullo en honor del poeta latino Cayo Valerio Catulo, dista 12 km del centro de la ciudad de Verona (Italia).
El aeropuerto se sitúa en el centro de uno de los más importantes núcleos de Europa. En el centro de un área que comprende las provincias de Brescia, Mantua, Rovigo, Vicenza, Trento, Bolzano y Verona y que, con cerca cuatro millones de habitantes aporta el 12% del PIB nacional.
El aeropuerto está unido diariamente con vuelos a Roma, Palermo, Catania, Olbia, Cagliari, Bari, Nápoles y Salerno (estacionalmente también con Tortolì, Lampedusa y Alguero). En cuanto a vuelos internacionales tiene enlaces con Ámsterdam, Colonia, Münich, Londres, París, Fráncfort, Bremen, Sevilla, Viena, Berlín, Varsovia, Sofía, Praga, Bucarest, Timişoara, Tirana, Moscú-Domodedovo, San Petersburgo-pulkovo.
Con 3.510.259 de pasajeros se encuentra entre los primeros aeropuertos italianos (según la clasificación especial del tráfico chárter).

## Impulso de infraestructuras y tráfico
A causa del constante crecimiento del tráfico, la sociedad de gestión está estudiando una ampliación de las infraestructuras. Las primeras intervenciones han sido ejecutadas en los últimos años, incluyendo el reasfaltado y el alargamiento de la pista de vuelo, la ampliación de los aparcamientos de atraque de aeronaves y la construcción de una nueva terminal, al lado, exclusivamente dedicada a las llegadas. Actualmente están en curso trabajos para la conversión de la actual terminal en área de salida (aumento de la sala de embarque, check in,...), para mejorar la viabilidad y construcción de nuevos aparcamientos en altura.
Planes futuros prevén también la integración entre las dos terminal (con la unión en un plano superior), la extensión de los aparcamientos de aeronaves, la construcción de una estación ferroviaria en la línea Verona-Modena y una nueva salida de la autovía A22.
El aeropuerto vio el desembarco de las bajos costes en el 2007. WindJet tiene enlaces (de/para Catania y Palermo) desde septiembre de 2006 y desde marzo de 2007 con Moscú y San Petersburgo, Ryanair desembarcó en Verona con un vuelo a Fráncfort y desde 2007 vuela también a Bremen. La novedad más relevante es seguramente el lanzamiento de nueve enlaces por parte de la compañía Air Italy. A 1 de junio de 2010 es posible efectuar vuelos de bajo coste a Londres, París, Madrid, Barcelona, Varsovia, Praga, Moscú-Domodedovo y Sofía, donde se han ido añadiendo sucesivamente vuelos con Nápoles. Este crecimiento es producto de la promoción del territorio donde se ubica el aeropuerto y en el crecimiento de la cuota de pasajeros anual.

### Transportes
Al aeropuerto se puede llegar en coche por las carreteras A4 y A22: de Brescia en la salida a Sommacampagna se llega en unos 10 minutos siguiendo las indicaciones "Aeropuerto". De Vicenza, Mantova, Trento, Bolzano salida Verona Norte y se llega en aproximadamente en 10 minutos siguiendo las indicaciones "Aeropuerto".
El aeropuerto está unido con la Estación Ferroviaria de Verona por un servicio de autobús cada 20 minutos.
Los taxis están situados en el exterior de la terminal, en el área de llegadas.

## Datos técnicos
El aeropuerto tiene una sola pista orientada a 044° (o a 224° como dirección alternativa).
La pista 04 (por lo tanto la orientada a 044°) está dotada del sistema de aterrizaje instrumental (ILS), mientras que tanto la 04 como la 22 están dotadas del sistema PAPI. El aeropuerto cuenta, también, desde enero de 2008 de un innovador elemento para la seguridad de los vuelos en caso de niebla (utilizado por primera vez en Italia). Este sistema se utiliza para guiar las aeronaves a tierra y garantizar la máxima seguridad. El aeropuerto tiene en su interior el área de control del ACC de Padua.

## Gestión, compañías y destinos
El aeropuerto está a cargo de la sociedad Aeropuertos Sistema del Garda, que también maneja el Aeropuerto Gabriele D'Annunzio de Brescia-Montichiari.

## Aerolíneas y destinos

### Destinos nacionales
| Ciudades      | Aeropuerto                                | Aerolíneas                                         |
| Italia        | Italia                                    | Italia                                             |
| ------------- | ----------------------------------------- | -------------------------------------------------- |
| Apulia        |                                           |                                                    |
| Bari          | Aeropuerto de Bari-Palese                 | Ryanair                                            |
| Bríndisi      | Aeropuerto de Brindisi                    | Ryanair                                            |
| Calabria      |                                           |                                                    |
| Lamezia Terme | Aeropuerto Internacional de Lamezia Terme | Neos (Estacional) / Ryanair                        |
| Campania      |                                           |                                                    |
| Nápoles       | Aeropuerto de Nápoles-Capodichino         | Ryanair (Estacional)                               |
| Salerno       | Aeropuerto de Salerno                     | Volotea                                            |
| Cerdeña       |                                           |                                                    |
| Alghero       | Aeropuerto de Alghero-Fertilia            | Volotea (Estacional)                               |
| Cagliari      | Aeropuerto de Cagliari-Elmas              | Ryanair / Neos (Estacional) / Volotea (Estacional) |
| Olbia         | Aeropuerto de Olbia-Costa Smeralda        | Neos (Estacional) / Volotea                        |
| Sicilia       |                                           |                                                    |
| Catania       | Aeropuerto de Catania-Fontanarossa        | Neos (Estacional) / Ryanair / Volotea / Wizz Air   |
| Comiso        | Aeropuerto de Comiso                      | Neos (Estacional)                                  |
| Lampedusa     | Aeropuerto de Lampedusa                   | Volotea (Estacional)                               |
| Palermo       | Aeropuerto de Palermo-Punta Raisi         | Ryanair / Volotea                                  |
| Pantelaria    | Aeropuerto de Pantelleria                 | Volotea (Estacional)                               |

### Destinos internacionales
| Ciudades por países       | Nombre del aeropuerto                                   | Aerolíneas                                                      |
| África                    | África                                                  | África                                                          |
| ------------------------- | ------------------------------------------------------- | --------------------------------------------------------------- |
| Cabo Verde                |                                                         |                                                                 |
| Boa Vista                 | Aeropuerto Internacional Aristides Pereira              | Neos                                                            |
| Sal                       | Aeropuerto Internacional Amílcar Cabral                 | Neos                                                            |
| Egipto                    |                                                         |                                                                 |
| El Cairo                  | Aeropuerto Internacional de El Cairo                    | Air Cairo (Estacional)                                          |
| Luxor                     | Aeropuerto Internacional de Luxor                       | Air Cairo (Estacional)                                          |
| Marsa Alam                | Aeropuerto Internacional de Marsa Alam                  | Neos                                                            |
| Marsa Matruh              | Aeropuerto Internacional de Marsa Matruh                | Neos (Estacional)                                               |
| Sharm el-Sheij            | Aeropuerto Internacional de Sharm el-Sheij              | Neos                                                            |
| Kenia                     |                                                         |                                                                 |
| Mombasa                   | Aeropuerto Internacional Moi                            | Neos (Estacional)                                               |
| Madagascar                |                                                         |                                                                 |
| Nosy Be                   | Aeropuerto Fascene                                      | Neos                                                            |
| Senegal                   |                                                         |                                                                 |
| Dakar                     | Aeropuerto Internacional Blaise Diagne                  | Neos                                                            |
| Tanzania                  |                                                         |                                                                 |
| Zanzíbar                  | Aeropuerto Internacional de Zanzíbar                    | Neos (Estacional)                                               |
| Túnez                     |                                                         |                                                                 |
| Enfidha                   | Aeropuerto Internacional de Enfidha-Hammamet            | Neos (Estacional)                                               |
| Monastir                  | Aeropuerto Internacional de Monastir-Habib Burguiba     | Neos (Estacional)                                               |
| Yerba                     | Aeropuerto Internacional de Yerba-Zarzis                | Neos (Estacional)                                               |
| Centroamérica y El Caribe |                                                         |                                                                 |
| Jamaica                   |                                                         |                                                                 |
| Montego Bay               | Aeropuerto Internacional Sir Donald Sangster            | Neos (Estacional)                                               |
| República Dominicana      |                                                         |                                                                 |
| La Romana                 | Aeropuerto Internacional de La Romana                   | Neos                                                            |
| América del Norte         |                                                         |                                                                 |
| México                    |                                                         |                                                                 |
| Cancún                    | Aeropuerto Internacional de Cancún                      | Neos (Estacional)                                               |
| Asia                      |                                                         |                                                                 |
| Israel                    |                                                         |                                                                 |
| Tel Aviv                  | Aeropuerto Internacional Ben Gurión                     | Israir / Neos (Estacional)                                      |
| Maldivas                  |                                                         |                                                                 |
| Malé                      | Aeropuerto Internacional de Malé                        | Neos (Estacional)                                               |
| Omán                      |                                                         |                                                                 |
| Salalah                   | Aeropuerto de Salalah                                   | Neos (Estacional)                                               |
| Europa                    |                                                         |                                                                 |
| Albania                   |                                                         |                                                                 |
| Tirana                    | Aeropuerto Internacional Madre Teresa                   | Air Albania / Wizz Air                                          |
| Alemania                  |                                                         |                                                                 |
| Colonia                   | Aeropuerto de Colonia/Bonn                              | Eurowings (Estacional)                                          |
| Fráncfort del Meno        | Aeropuerto de Fráncfort del Meno                        | Air Dolomiti                                                    |
| Hamburgo                  | Aeropuerto de Hamburgo                                  | Eurowings (Estacional)                                          |
| Múnich                    | Aeropuerto de Múnich-Franz Josef Strauss                | Air Dolomiti                                                    |
| Bélgica                   |                                                         |                                                                 |
| Charleroi                 | Aeropuerto de Charleroi Bruselas-Sur                    | Ryanair (Estacional)                                            |
| España                    |                                                         |                                                                 |
| Barcelona                 | Aeropuerto de Barcelona-El Prat                         | Volotea                                                         |
| Fuerteventura             | Aeropuerto de Fuerteventura                             | Neos                                                            |
| Gran Canaria              | Aeropuerto de Gran Canaria                              | Neos                                                            |
| Ibiza                     | Aeropuerto de Ibiza                                     | Neos (Estacional)                                               |
| Madrid                    | Aeropuerto Adolfo Suárez Madrid-Barajas                 | Ryanair / Volotea                                               |
| Menorca                   | Aeropuerto de Menorca                                   | Neos (Estacional)                                               |
| Palma de Mallorca         | Aeropuerto de Palma de Mallorca                         | Neos (Estacional) / Ryanair (Estacional)                        |
| Tenerife                  | Aeropuerto de Tenerife-Sur                              | Neos                                                            |
| Valencia                  | Aeropuerto de Valencia                                  | Ryanair (Estacional)                                            |
| Finlandia                 |                                                         |                                                                 |
| Helsinki                  | Aeropuerto de Helsinki-Vantaa                           | Finnair (Estacional)                                            |
| Francia                   |                                                         |                                                                 |
| París                     | Aeropuerto de París-Charles de Gaulle                   | Air France (Estacional)                                         |
| París                     | Aeropuerto de París-Orly                                | Volotea                                                         |
| Grecia                    |                                                         |                                                                 |
| Corfú                     | Aeropuerto Internacional de Corfú-Ioannis Kapodistrias  | Ryanair (Estacional)                                            |
| Heraclión                 | Aeropuerto Internacional de Heraclión Nikos Kazantzakis | Neos (Estacional) / Volotea (Estacional)                        |
| Kárpatos                  | Aeropuerto de Kárpatos                                  | Neos (Estacional)                                               |
| Kos                       | Aeropuerto Internacional de Kos-Hipócrates              | Neos (Estacional)                                               |
| Míconos                   | Aeropuerto Nacional de Míconos                          | Neos (Estacional)                                               |
| Rodas                     | Aeropuerto Internacional de Rodas-Diágoras              | Neos (Estacional)                                               |
| Zante                     | Aeropuerto Internacional de Zante                       | Volotea (Estacional)                                            |
| Irlanda                   |                                                         |                                                                 |
| Dublín                    | Aeropuerto de Dublín                                    | Aer Lingus / Ryanair                                            |
| Islandia                  |                                                         |                                                                 |
| Reikiavik                 | Aeropuerto Internacional de Keflavík                    | Icelandair (Estacional) / Neos (Estacional) / Play (Estacional) |
| Letonia                   |                                                         |                                                                 |
| Riga                      | Aeropuerto Internacional de Riga                        | AirBaltic (Estacional)                                          |
| Moldavia                  |                                                         |                                                                 |
| Chisináu                  | Aeropuerto Internacional de Chisináu                    | FlyOne / Wizz Air                                               |
| Noruega                   |                                                         |                                                                 |
| Oslo                      | Aeropuerto de Oslo-Gardermoen                           | Norwegian (Estacional)                                          |
| Países Bajos              |                                                         |                                                                 |
| Ámsterdam                 | Aeropuerto de Ámsterdam-Schiphol                        | Transavia                                                       |
| Polonia                   |                                                         |                                                                 |
| Gdańsk                    | Aeropuerto de Gdańsk-Lech Wałęsa                        | Wizz Air (Estacional)                                           |
| Varsovia                  | Aeropuerto de Varsovia-Chopin                           | Wizz Air (Estacional)                                           |
| Portugal                  |                                                         |                                                                 |
| Oporto                    | Aeropuerto de Oporto-Francisco Sá Carneiro              | Ryanair (Estacional)                                            |
| Reino Unido               |                                                         |                                                                 |
| Belfast                   | Aeropuerto de la Ciudad de Belfast George Best          | Aer Lingus (Chárter Estacional)                                 |
| Belfast                   | Aeropuerto Internacional de Belfast                     | Jet2 (Estacional)                                               |
| Birmingham                | Aeropuerto de Birmingham                                | Jet2 (Estacional) / Ryanair / TUI Airways (Estacional)          |
| Brístol                   | Aeropuerto Internacional de Brístol                     | Jet2 (Estacional) / TUI Airways (Estacional)                    |
| Bournemouth               | Aeropuerto Internacional de Bournemouth                 | Jet2 (Estacional) (Inicia el 29 de julio de 2026)               |
| Edimburgo                 | Aeropuerto de Edimburgo                                 | Jet2 (Estacional)                                               |
| Glasgow                   | Aeropuerto Internacional de Glasgow                     | Jet2 (Estacional) / TUI Airways (Estacional)                    |
| Leeds                     | Aeropuerto Internacional de Leeds Bradford              | Jet2 (Estacional)                                               |
| Londres                   | Aeropuerto de Londres-Gatwick                           | British Airways / EasyJet / TUI Airways (Estacional)            |
| Londres                   | Aeropuerto de Londres-Luton                             | Jet2 (Estacional) (Inicia el 2 de julio de 2025)                |
| Londres                   | Aeropuerto de Londres-Stansted                          | Jet2 (Estacional) / Ryanair                                     |
| Mánchester                | Aeropuerto de Mánchester                                | Jet2 / Ryanair / TUI Airways (Estacional)                       |
| Newcastle upon Tyne       | Aeropuerto de Newcastle upon Tyne                       | Jet2 (Estacional) / TUI Airways (Estacional)                    |
| Nottingham                | Aeropuerto de East Midlands                             | Jet2 (Estacional)                                               |

## Estadísticas
Ver fuente y consulta Wikidata.

## Alquiler de coches
La compañía de alquiler de coche que está en el aeropuerto es:
- Budget Alquiler de coches (Italia)